# Yélamos de Arriba
Yélamos de Arriba ist ein Ort und eine Gemeinde (municipio) mit 89 Einwohnern (Stand: 2024) im Südwesten der Provinz Guadalajara in der Autonomen Gemeinschaft Kastilien-La Mancha. 

## Lage und Klima
Yélamos de Arriba liegt in einer Höhe von ca. 950 m in der Kulturlandschaft der Alcarria. Die Entfernung zur westlich gelegenen Provinzhauptstadt Guadalajara beträgt etwa 28 Kilometer (Fahrtstrecke). Das Klima ist gemäßigt bis warm; Regen (569 mm/Jahr) fällt übers Jahr verteilt.

## Bevölkerungsentwicklung
| Jahr      | 1970 | 1981 | 1991 | 2001 | 2011 | 2021 |
| Einwohner | 248  | 187  | 132  | 167  | 109  | 77   |

## Sehenswürdigkeiten

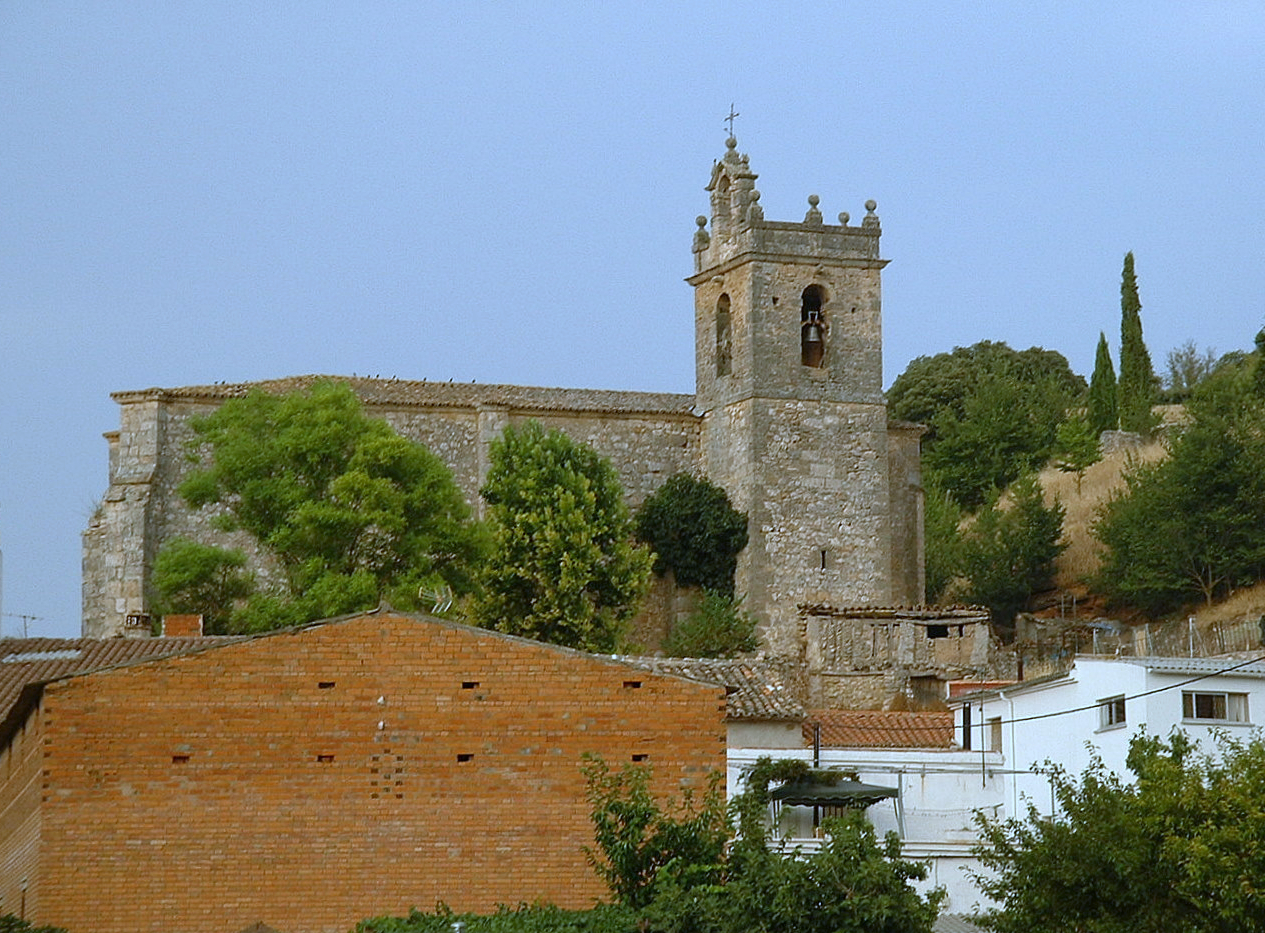
Marienkirche

- Marienkirche
- Annenkapelle